# هنري آدامز (لاعب كريكت)
هنري آدامز (بالإنجليزية: Henry Adams)‏ (25 أبريل 1852 في المملكة المتحدة - 21 فبراير 1922 في المملكة المتحدة) هو لاعب كريكت بريطاني (وحمل سابقاً جنسية المملكة المتحدة لبريطانيا العظمى وأيرلندا). لعب مع نادي مقاطعة سري للكريكت ‏.

## وصلات خارجية
- هنري آدامز على موقع إي آس بي آن كريك إنفو (الإنجليزية)